# Baranha
Baranha (en francès Baraigne) és un municipi de França de la regió d'Occitània, al departament de l'Aude. El 2021 tenia 168 habitants.